# Монастырь Фюрстенцелль
Монастырь Фюрстенцелль (нем. Kloster Fürstenzell) — бывшее мужское цистерцианское аббатство, располагавшееся на территории баварской ярмарочной общины Фюрстенцелль (Нижняя Бавария) и относившееся к епархии Пассау; был основан в 1274 году магистром Хартвигом при содействии герцога Генриха XIII — как филиал монастыря Альдерсбах; был распущен в 1803 году — во время секуляризации в Баварии.

## История и описание
Монастырь Фюрстенцелль — первоначально освященный в честь Святого Лаврентия, а позднее в честь Святой Марии — был основан в 1274 году магистром Хартвигом при содействии герцога Генриха XIII. Название обители «Fürstenzell» (Cella Principis) также относилось к роли герцога в его создании. В 1274 году в Фюрстенцелль прибыли первые цистерцианцы из монастыря Альдерсбах, а в мае 1275 года монах Вальтер — пришедший из монастыря Вильхеринг, близ Линца — был избран первым настоятелем. Ряд пожертвований со стороны местных правителей, включая передачу прихода Хаунерсдорф, сделали обитель финансово самостоятельной.
Монастырская церковь — трехнефная базилика — была завершена в 1334 году и освящена вспомогательным епископом Пассау Теодериком в честь Святого Лаврентий. При аббате Ахазе Зандхаазе (Achaz Sandhaas), управлявшем обителью с 1440 по 1457, храм был расширен; Аббат Йоханнес Шлеттерер около 1490 года перестроил хор в готическом стиле. Аббатство Фюрстенцелль никогда не обладало выдающимися богатствами: так в XVI веке управление монастырём было, вследствие сложного финансового положения, передано материнской обители Альдерсбах.
В ходе Реформации Фюрстенцелль потерял многих членов монашеской общины, перешедших в протестантскую веру. Однако расцвет аббатства произошёл уже в XVIII веке, при настоятелях Абунде II (1707—1727), Стефане III (1727—1761) и Отто II (1761—1792). Так в 1740 году старая церковь была снесена, а аббат Стефан Майр оказался «амбициозным» строителем — он заказал проект нового храма у мюнхенского придворного архитектора Иоганна Михаэля Фишера. Известный архитектор работал на проектом совместно с художниками Иоганном Баптистом Штраубом (создавшим главный алтарь), Йозефом Матиасом Гетцем (боковые алтари), Иоганном Якобом Цайлером (фрески) и Иоганном Баптистой Модлером (лепнина и рельефы).

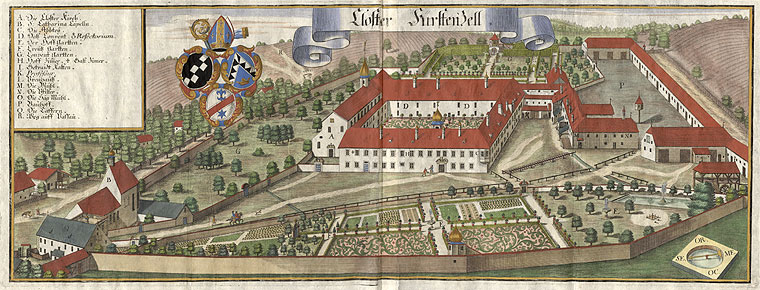
Изображение монастыря, начало XVIII века

Западное и восточное крылья монастырского корпуса, построенного между 1674 и 1687 годами, были обновлены и расширены при аббате Отто. В тот же период была создана и монастырская библиотека, интерьер которой отличался выдающимися резными работами — украшения были созданы мастером Йозефом Дойчманном из Пассау. Аббат Отто также полностью перестроил часовню Святой Маргарет и построил новую трапезную, включавшую большой зал в западном крыле, украшенный фресками Винченца Фишера и Варфоломея Альтомонте — в стиле венского раннего классицизма. Последний настоятель, Эдмунд Бахмайер, основал в обители современную для своего времени ремесленную школу.
После упразднения аббатства в 1803 году — в ходе секуляризации в регионе — монастырская церковь использовалась как приходская. Ценные книги из библиотеки были перевезены в придворную библиотеку в Мюнхен, а отчасти — в существовавший в те годы университет Ландсхута. Часть монастырский алтарей были проданы, а некоторые помещения использовались для размещения солдат, а позже — как сарай и коровник. Монастырские постройки были приобретены семьей пивоваров и перепроданы в 1928 году епископальной пивоварне Хакльберг. Во время Второй мировой войны здания монастыря служили местом размещения военного госпиталя; в 1948 году в них появилась средняя школа Фюрстенцелль, а с 1970 по 1990 год — размещалась школа-интернат.